# 1614
Cette page concerne l'année 1614  du calendrier grégorien.
L'année 1614 est une année commune qui commence un mercredi.

## Événements
- 25 janvier, Mexique : le navire japonais San Juan Bautista arrive à Acapulco. La délégation japonaise atteint Mexico le 24 mars où elle est reçue par le gouverneur de Nouvelle-Espagne Diego Fernández de Córdoba[1].
- 27 janvier, Japon : interdiction du christianisme[2]. Expulsion des missionnaires jésuites. Destruction des églises de Kyôto.

- 27 mars : édit des États généraux des Provinces-Unies stipulant que les personnes qui découvriraient de nouvelles régions, ports ou détroits se verraient accorder une patente exclusive[3].

- 5 avril : Pocahontas, une princesse indienne nord-américaine épouse un colon anglais de Virginie, John Rolfe[4].

- Août : début du voyage autour du monde de Joris van Spilbergen[5].

- 5 octobre : arrivée en Europe de la mission diplomatique japonaise conduite par Tsunenaga Hasekura[1].
- 11 octobre : Adriaen Block, Hendrick Christiaensen et un groupe de douze autres négociants obtiennent au nom de la nouvelle Compagnie de Nouvelle-Hollande un monopole de trois ans pour le commerce avec les régions comprises entre le 40e et le 45e parallèle (Nouvelle-Néerlande)[6].

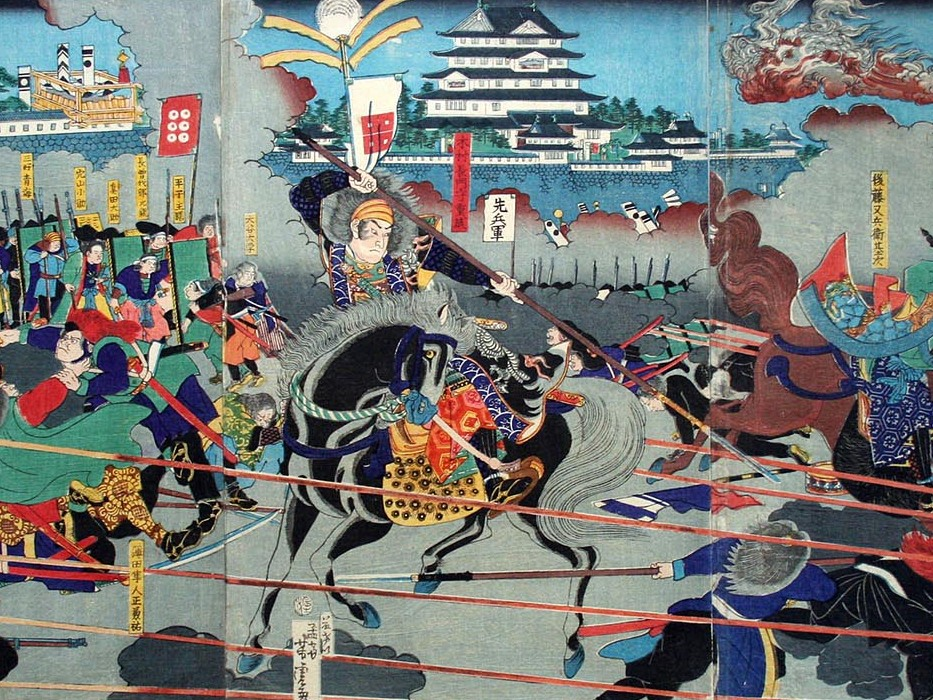
19 novembre : siège d'Ōsaka.

- 19 novembre : début du siège d'Ōsaka (fin le 22 janvier 1615)[7]. Tokugawa Ieyasu organise deux attaques sur le château d’Osaka pendant l’hiver 1614-1615, qui viennent à bout du fils de Hideyoshi, Hideyori, et des armées des Toyotomi, accomplissant ainsi la réunification du Japon. Hideyori se suicide (5 juin 1615), et Ieyasu fait décapiter le fils de ce dernier, son propre arrière-petit-fils âgé de sept ans, et expédier dans un monastère sa sœur, âgée de six ans.
- 30 décembre : Pieter van den Broecke arrive dans le port de Banten[8]. La Compagnie néerlandaise des Indes orientales crée un comptoir à Java pour trafiquer sur les terres du sultan de Bantam.

### Europe
- 27 janvier : fondation de la Compagnie hollandaise du Nord[9].
- 8 février : Barbençon est élevée au rang de principauté[10].
- 8 mars : le duc de Savoie Charles-Emmanuel Ier dote Nice d'un Sénat[11].
- 5 avril-7 juin : Addled Parliament (Parlement stérile) en Angleterre. John Pym devient député aux Communes (fin en 1629)[12].
- Mai : l’électeur de Prusse Jean III Sigismond de Brandebourg adopte le calvinisme dans sa Confessio Sigismundi[13]. Sous la pression de ses sujets, il autorise l’exercice du culte luthérien et celui du culte catholique seulement en Prusse lorsqu’il s’agit d’un fief tenu du roi de Pologne.
- 17 juin : publication du Rituel romain, annonçant l’uniformisation des rites[14].
- 27 juin (17 juin du calendrier julien), Russie : l'ataman des Cosaques du Don Ivan Zarucki est fait prisonnier avant d'être empalé à Moscou[15]. Fin de la rébellion de Marina Mniszek, femme du second faux Dimitri. Elle est emprisonnée et son fils mis à mort[16].
- 1er juillet : banqueroute de la banque Welser d'Augsbourg[17].

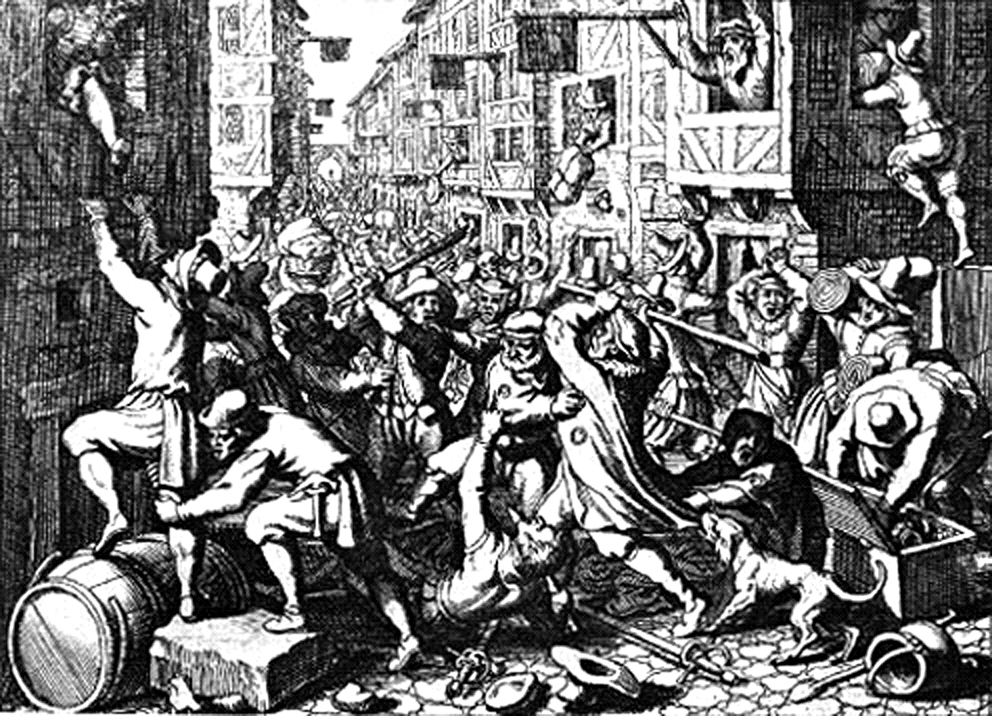
22 août : révolte de Fettmilch.

- 22 août[18] : émeute anti-juive à Francfort conduite par le boulanger Vincent Fettmilch ; la Judengasse est pillée et près de 1 500 Juifs sont expulsés. Fettmilch et trois autres meneurs sont exécutés le 28 février 1616[19] et les Juifs autorisés à rentrer par l'empereur Matthias.
- 23 août : fondation de l'Université de Groningue[20].
- 10 septembre : capitulation de Gdov dans la Guerre russo-suédoise[21]. Les Suédois assiègent Toula en septembre.
- 12 novembre : traité de Xanten mettant fin à la guerre de Succession de Juliers. Les principautés de Clèves, La Mark et Ravensberg passent au Brandebourg (Hohenzollern). Le comte de Neubourg (Wittelsbach) obtient les duchés de Juliers, de Berg et la seigneurie de Ravenstein[19].
- 1er décembre : traité d'Asti. Paix entre l'Espagne et le duché de Savoie au sujet de la succession du marquisat de Montferrat[22].

- Fondation d'une mosquée à Tirana par le général ottoman Sulejman Pasha[23].
- Parution à Cassel (Allemagne) d'un document anonyme : Fama fraternitatis ou confrérie du célèbre ordre des R.-C. racontant la vie de Christian Rosenkreutz (Chrétien Rose-Croix)[24]. Ce personnage mythique serait le fondateur de l'Ordre de la Rose-Croix.
- Peste en Afrique du Nord, à Malaga, en Catalogne et dans le sud de la France[25].

## Naissances en 1614
- 16 février : Christopher Merrett, médecin et naturaliste britannique († 16 août 1695).
- 13 avril : Antonio Lopes Suasso, marchand hollandais († 11 mars 1685).
- Mai : Claude François, franciscain récollet et peintre français († 17 mai 1685)[26].
- 25 mars : Juan Carreño de Miranda, peintre espagnol († 3 octobre 1685).

- 8 juillet : Isaac Moillon, peintre français († 26 mai 1673).

- 3 août : Juan de Arellano, peintre espagnol († 13 octobre 1676).

- 7 septembre : Gustaf Otto Stenbock, homme d'état et militaire suédois († 24 septembre 1685).
- 27 septembre : Daniel Hallé, peintre français († 14 juillet 1675).
- 28 septembre : Juan Hidalgo de Polanco, harpiste et compositeur espagnol de la période baroque († 31 mars 1685).

- Date précise inconnue :
  - Baldassare Bianchi, peintre baroque italien († 1679).
  - Thomas Blanchet, peintre français († 21 juin 1689).
  - Walthère Damery, peintre d’histoire, de paysage et de portraits († 1678).
  - Pietro Paolo Baldini, peintre baroque italien († vers 1684).
  - Pedro Nuñez, peintre espagnol († 1654).
  - Yatsuhashi Kengyō, musicien et compositeur japonais († 1685).

## Décès en 1614
- 2 janvier : Luisa Carvajal y Mendoza, poétesse, écrivaine et bienheureuse née en Espagne (° 2 janvier 1566).
- 28 janvier : Francesco Mantica, cardinal italien (° 20 mars 1534).
- 29 janvier : Ambroise Dubois (décors de la galerie de Diane à Fontainebleau)[27] (° vers 1543).

- 5 février : Jakob Ebert, poète et théologien allemand (° 26 janvier 1549).
- 14 février : Antoine de Cocquiel, militaire (° vers 1545).
- 19 février : Giovan Battista Bertucci il Giovane, peintre italien (° 15 février 1539).

- 10 mars : Isaac Claesz van Swanenburg, peintre néerlandais (° 19 août 1537).

- 2 avril : Henri Ier de Montmorency, duc de Montmorency, deuxième fils du connétable Anne de Montmorency et de Madeleine de Savoie (° 15 juin 1534).
- 7 avril : Le Greco (Domenico Theotokopoulos), peintre espagnol d'origine crétoise, à Tolède, (Espagne) (° 1er octobre 1541).
- 13 avril : Charles de Saint-Sixte, prélat français (° 25 mars 1557).
- 28 avril : Marian de Martinbos, religieux français, 73e abbé de Jumièges (° ?).

- 13 mai : Marquard Freher, juriste, homme d'État et historien allemand (° 26 juillet 1565).

- 13 juin : Sengoku Hidehisa, samouraï de la fin de la période Sengoku et du début de l'époque d'Edo (° 20 février 1552).
- 23 juin : Markus Welser, humaniste, historien et éditeur allemand (° 20 juin 1558).
- 27 juin : Maeda Toshinaga, daimyo japonais, deuxième seigneur du domaine de Kaga (° 15 février 1562).

- 1er juillet : Isaac Casaubon, humaniste et érudit protestant, bibliothécaire d’Henri IV (° 18 février 1559).
- 11 juillet : Maximilienne-Marie de Bavière, princesse de Bavière (° 4 juillet 1552).
- 14 juillet :
  - Camille de Lellis, religieux catholique italien (° 25 mai 1550).
  - Sébastien Zamet, financier d'origine italienne (° vers 1549).
- 15 juillet : Pierre de Bourdeille, dit Brantôme, poète et écrivain français (° vers 1540).
- 17 juillet : Jacques du Breul, moine bénédictin français (° 17 septembre 1528).
- 19 juillet : Akizuki Tanenaga, samouraï et daimyo de la fin de la période Sengoku et du début de l'époque d'Edo (° 17 mars 1567).
- 28 juillet : Félix Platter, médecin, anatomiste et botaniste suisse (° 28 octobre 1536).

- 3 août : François de Bourbon-Conti, prince de sang de la maison de Condé (° 19 août 1558).
- 11 août : Lavinia Fontana, peintre maniériste italienne de l'école romaine (° 24 août 1552).
- 21 août : Élisabeth Báthory, la comtesse sanglante (° 7 août 1560).
- 22 août :
  - Philippe-Louis de Neubourg, comte palatin de Neubourg (° 2 octobre 1547).
  - Oda Nobukane, samouraï à l'époque Sengoku du XVIe siècle de l'histoire du Japon (° 1548).
- 25 août : Yūki Harutomo, un des premiers daimyo de la province de Shimōsa (° 18 septembre 1533).

- 11 septembre :
  - Jacobus Eyndius, poète, scientifique, historien et capitaine néerlandais (° 1575).
  - Edward Phelips, juge et homme politique anglais (° vers 1560).
- 16 septembre : Jacques II Androuet du Cerceau, architecte français[28] (° 1550).
- 17 septembre :Paul Petau, magistrat, érudit, bibliophile et numismate français (° 1568).
- 21 septembre : Jérôme Gratien, prêtre et carme espagnol (° 6 juin 1545).
- 25 septembre : Prosper de Luzzara, noble italien (° 1543).
- 26 septembre ou 27 septembre : Felice Anerio, compositeur italien (° 1560).

- 8 octobre : Jacques De Bay, théologien catholique des Pays-Bas méridionaux (° vers 1531).
- 9 octobre : Bonaventura Vulcanius, humaniste, érudit et traducteur flamand (° 30 juin 1538).
- 10 octobre : Sen Shōan, maître de thé japonais (° 1546).
- 14 octobre : Jacob Bunel, peintre français  de la seconde école de Fontainebleau (° 6 octobre 1558).
- 15 octobre : Peder Claussøn Friis, pasteur, historien et topographe norvégien (° 1er avril 1545).
- 20 octobre : Louis d'Amboise d'Aubijoux, seigneur d'Aubijoux, page du roi François Ier pendant son enfance (° après 1536).
- 26 octobre : 	Sibylle d'Anhalt, princesse d'Anhalt et duchesse de Wurtemberg (° 28 septembre 1564).

- 3 novembre : Charles de Pérusse des Cars, prélat français, évêque de Poitiers, puis de Langres (° 1522).
- 13 novembre : Jean de Beaumanoir, marquis de Lavardin, comte de Nègrepelisse, baron de Lucé, seigneur de Malicorne, Maréchal de France (° 1551).
- 24 novembre : Tobias Hess, juriste du Saint-Empire romain germanique (° 31 janvier 1558).
- 28 novembre : Olivier Mannaerts, prêtre jésuite belge (° 1523).
- 29 novembre : Mogami Yoshiaki, daimyō du domaine de Yamagata dans la province de Dewa à la fin de l'époque Sengoku au début de l'époque d'Edo (° 1er février 1546).

- 14 décembre : Claude de La Châtre de La Maisonfort, seigneur et baron de La Maisonfort, capitaine catholique des guerres de religion (° 1536).
- 15 décembre : Simon de Bullandre, religieux et poète français (° 1545).
- 25 décembre : Konoe Nobutada, poète, calligraphe, peintre et diariste de l'époque Azuchi Momoyama (° 23 novembre 1565).

- Date précise inconnue :
  - Mateo Alemán, romancier picaresque espagnol, auteur de Guzmán de Alfarache[29] (° 1547).
  - Cesare Arbasia, peintre maniériste italien (° 1540).
  - Giovanni De Vecchi, peintre maniériste italien (° 1536).
  - Pedro Fernandes de Queirós, navigateur et explorateur portugais (° 1565).
  - Giovanni Fontana, architecte italien (° 1546).
  - Alessandro Guagnini, chroniqueur italien originaire de Vérone (° 1538).
  - Ferry de Locre, écrivain historien et dévot du Comté d'Artois (° 1571).
  - Ciriaco Mattei, collectionneur d'art et sénateur italien (° 1545).
  - Antonio Neri, maître-verrier italien (° 29 février 1576).
  - Mauro Orbini, moine catholique, écrivain et historien croate (° 1563).
  - Filippo Paladini, peintre du maniérisme tardif italien (° 1544).
  - Cristóbal de Virués, dramaturge et poète espagnol (° 1550).

- Vers 1614 :
  - Mateo Alemán, écrivain espagnol (° septembre 1547).
  - Jean Bonnefons, poète français (° 1554).
  - Valentin Haussmann, organiste et compositeur de musique classique allemand (° vers 1560).
  - Cesare Nebbia, peintre maniériste italien (° vers 1536).

- Après 1614 :
- John Bennet, compositeur anglais  (° vers 1575).

- 1614 ou 1615 :
  - Gilles Durant de la Bergerie, poète français (° 1554).
  - Émile Portus, humaniste italien (° 13 août 1550).